# Clarence Dill

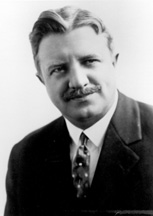
Clarence Dill

Clarence Cleveland Dill, född 21 september 1884 i Knox County, Ohio, död 14 januari 1978 i Spokane, Washington, var en amerikansk demokratisk politiker. Han representerade delstaten Washington i båda kamrarna av USA:s kongress, först i representanthuset 1915–1919 och sedan i senaten 1923–1935.
Dill utexaminerades 1907 från Ohio Wesleyan University. Han arbetade sedan som lärare samtidigt som han studerade juridik. Han inledde 1910 sin karriär som advokat i Spokane.
Dill efterträdde 1915 Jacob Falconer som kongressledamot. Han omvaldes 1916 men förlorade sedan två år senare mot republikanen J. Stanley Webster.
Dill utmanade i senatsvalet 1922 sittande senatorn Miles Poindexter och vann. Han omvaldes 1928 och bestämde sig sedan för att inte kandidera till en tredje mandatperiod i senaten.
Dill förlorade guvernörsvalet i Washington 1940 mot republikanen Arthur B. Langlie. Han kandiderade en sista gång 1942 utan framgång till representanthuset.